# Himerometridae
Gli Himerometridi (Himerometridae A.H. Clark, 1907) sono una famiglia di echinodermi crinoidei dell'ordine dei Comatulidi.

## Descrizione
Sono crinoidi privi di peduncolo, che si ancorano temporaneamente al substrato per mezzo di cirri mobili a forma di artiglio, articolati direttamente alla base del calice.

## Tassonomia
La famiglia comprende i seguenti generi:
- Amphimetra A.H. Clark, 1909
- Craspedometra A.H. Clark, 1909
- Heterometra A.H. Clark, 1909
- Himerometra A.H. Clark, 1907
- Homalometra A.H. Clark, 1918